# Canthigaster pygmaea
Canthigaster pygmaea är en fiskart som beskrevs av Allen och Randall 1977. Canthigaster pygmaea ingår i släktet Canthigaster och familjen blåsfiskar. Inga underarter finns listade.